# Cratere Rana
Rana  è un cratere sulla superficie di Marte.